# Јелах (Братунац)
Јелах је насељено мјесто у општини Братунац, Република Српска, БиХ. Према попису становништва из 1991. у насељу је живјело 24 становника.

## Географија
Обухвата подручје од 132 хектара.

## Становништво
| Демографија | Демографија | Демографија |
| Година      | Становника  | Становника  |
| ----------- | ----------- | ----------- |
| 1948.       | 189         |             |
| 1953.       | 218         |             |
| 1961.       | 257         |             |
| 1971.       | 93          |             |
| 1981.       | 92          |             |
| 1991.       | 24          |             |